# Siracusa (província)
A província de Siracusa é uma província italiana da região de Sicília com cerca de 391 515 habitantes, densidade de 186 hab/km².
Está dividida em 21 comunas, sendo a capital Siracusa.
Faz fronteira a norte e a noroeste com a província de Catania, a este com o Mar Jónio, a sul com o Canal da Sicília e a oeste com a província de Ragusa.